# Eagle (Manga)
Eagle (jap. イーグル īguru) ist eine elfbändige Manga-Serie des japanischen Zeichners Kaiji Kawaguchi, die sich mit dem Wahlkampf in den USA beschäftigt.

## Handlung
Der demokratische Senator Kenneth Yamaoka will der 43. Präsident der USA werden. Keine leichte Aufgabe, denn er ist asiatischer Abstammung in dritter Generation, jedoch auch Held des Vietnamkriegs. Konkurrenten gibt es auch in der eigenen Partei, denn auch Albert Noah, der derzeitige Vizepräsident, hat Interesse am höchsten Amt und wird dabei von Präsident Bill Clydon unterstützt.
Der japanische Reporter Takashi Jo wird als Wahlkampfbeobachter hinzugezogen, damit er im Nachhinein ein Buch über Yamaoka schreibt. Der unerfahrene Reporter wundert sich zunächst über diese Chance, erfährt jedoch bald, dass er der uneheliche Sohn von Kenneth ist und wohl nur zur Vermeidung eines eventuellen Skandals nach Amerika geholt wurde. Während Jo recherchiert, erfährt er immer mehr über Yamaokas Persönlichkeit und Vergangenheit, bringt Widersprüche und Beunruhigendes zu Tage.

## Veröffentlichungen
Eagle erschien in Japan von 1997 bis 2001 in Einzelkapiteln im Manga-Magazin Big Comic des Shogakukan-Verlags und wurde in 11 Sammelbänden zusammengefasst. Auf Deutsch erschien Eagle von Juni 2002 bis Januar 2006 vollständig bei Egmont Manga und Anime (EMA).
Bereits von 2000 bis 2002 erschien eine englische Fassung bei Viz Media. Auch ins Französische und Indonesische wurde die Serie übersetzt.

## Rezeption und Analyse
Jason Thompson nennt den Manga eine Familiengeschichte, Betrachtung zu Amerikas Rolle in der Welt und einen detaillierten Blick auf den Ablauf der amerikanischen Vorwahlen. Die Geschichte erreiche die inhaltliche Tiefe eines Romans, in dessen Zentrum der innere Konflikt Takashi Jos um sein Verhältnis zu seinem Vater und dessen politischen Zielen und Methoden steht. Politisch versierte Leser mögen jedoch enttäuscht sein, Eagle sei auf der charakterlichen, nicht politischen Ebene gelungen. Doch auch die Gegenspieler Yamaokas seien bis auf seinen Hauptgegner zu wenig entwickelt und seine unschlagbare Überzeugungskraft sei unglaubwürdig. Das politische Bild der Serie sei geprägt von den 1990er Jahren, Bill Clinton und Al Gore waren Vorbild für die Politischen Gegenspieler, und von einem speziell japanischen Liberalismus.
Mit dem engen Bezug zu damals aktuellen politischen Ereignissen und Personen erzeuge Kawaguchi eine „erstaunlich realistisch wirkende Atmosphäre“, so Bart Beaty. Er mische Thriller-Aspekte wie Intrigen, Coups und Fehlschläge mit der persönlichen Entwicklung der Charaktere. Besonders geschickt gewählt sei dabei die Erzählperspektive des Außenseiters Jo. Die Geschichte, so Mio Bryce und Jason Davis, arbeite sich durch das historische Erbe der Vereinigten Staaten und deren Beziehung zur japanischen Identität. Die Serie verbinde „Idealismus, gesunde Skepsis und einige der kohärentesten Erklärungen des Vorwahlprozesses“, so die Newtype USA. Die Perspektive des Außenseiters, aus der erzählt wird, sei zugleich die größte Überraschung und Stärke des Werks. Der Blick des Reporters und dessen innere Monologe gewährten dem Leser Einblicke und Erklärungen zum politischen Prozess. Durch seine klare Positionierung des Kandidaten als Demokraten eröffne Kawaguchi eine Diskussion um die Unterschiede zwischen beiden Parteien. Republikaner wollten ein „starkes Amerika“, während Demokraten ein „netteres Amerika“ anstreben. Mit dem ethnischen Hintergrund Yamaokas erreiche der Autor eher eine Identifikation beim japanischen Leser – für das amerikanische Publikum hat der Protagonist einen Außenseiterstatus. Schließlich ergänze die geheime familiäre Beziehung zwischen Kandidat und Reporter das typische Element eines Skandals in politischen Geschichten, eröffne die Möglichkeit tieferer Einblicke in die Persönlichkeiten und baue mehr Spannung auf. Die Wahl eines Demokraten als Protagonisten steht auch in der Tradition anderer Werke über amerikanische Präsidenten, da die Demokraten in der öffentlichen Wahrnehmung eher junge Aufsteiger sind und Republikaner Teil einer alten Garde. Ein Demokrat ist daher die nähere Wahl als ein aufstrebender, junger und sympathischer Protagonist. In der Darstellung politischer Debatten während der Kampagne geht Kawaguchi oft ins Detail, erklärt die unterschiedlichen Standpunkte und Herangehensweisen. Unter anderem behandelt er so Debatten um Bildung, Einwanderung und Waffenrecht.
Die deutsche Zeitschrift MangaZone nennt Eagle einen „ungewöhnlichen, sehr menschlichen Blick auf den amerikanischen Wahlkampf“. Die Perspektive des ausländischen Journalisten sei interessant und die Idee des asiatisch-amerikanischen Präsidenten innovativ. Lesenswert sei die Geschichte auch wegen des „klaren, sehr film-orientieren Storytellings“, auch wenn die Geschichte manchmal in amerikanische Stereotype abgleite.